# La Chaussaire
La Chaussaire est une ancienne commune française située dans le département de Maine-et-Loire, en région Pays de la Loire, devenue le 15 décembre 2015 une commune déléguée au sein de la commune nouvelle de Montrevault-sur-Èvre.

## Géographie
Commune angevine des Mauges, La Chaussaire se situe en limite du département de la Loire-Atlantique, sur la route D 92, La Regrippière.
L'altitude de la commune varie de 52 à 106 mètres, et son territoire s'étend sur plus de 12 km2 (1 220 hectares).

## Histoire
Pendant la Première Guerre mondiale, 24 habitants perdent la vie. Lors de la Seconde Guerre mondiale, trois habitants sont tués.
En 2014, un projet de fusion de l'ensemble des communes de l'intercommunalité se dessine. Le 6 juillet 2015, les conseils municipaux de l'ensemble des communes du territoire communautaire votent la création d'une commune nouvelle baptisée Montrevault-sur-Èvre pour le 15 décembre 2015, dont la création a été officialisée par arrêté préfectoral du 5 octobre 2015.

## Politique et administration

### Administration municipale

#### Administration actuelle
Depuis le 15 décembre 2015, La Chaussaire constitue une commune déléguée au sein de la commune nouvelle de Montrevault-sur-Èvre et dispose d'un maire délégué.
| Période                                  | Période  | Identité     | Étiquette | Qualité |
| ---------------------------------------- | -------- | ------------ | --------- | ------- |
| 15 décembre 2015                         | mai 2020 | Sylvie Marné |           |         |
| mai 2020                                 |          | Pierre Bouin |           |         |
| Les données manquantes sont à compléter. |          |              |           |         |

#### Administration ancienne
| Période                                  | Période          | Identité            | Étiquette | Qualité  |
| ---------------------------------------- | ---------------- | ------------------- | --------- | -------- |
| Les données manquantes sont à compléter. |                  |                     |           |          |
| 1950                                     | 1971             | Jules Peltanche     |           |          |
| 1971                                     | 1989             | René Robet          |           |          |
| 1989                                     | 1998             | Jacques Bonnet      |           |          |
| 1998                                     | 2001             | Jean-Marie Coiffard |           | Retraité |
| mars 2001                                | 14 décembre 2015 | Sylvie Marné        |           |          |

### Ancienne situation administrative
La commune est membre en 2015 de la communauté de communes Montrevault Communauté, elle-même membre du syndicat mixte Pays des Mauges. La création de la commune nouvelle de Montrevault-sur-Èvre entraîne sa suppression à la date du 15 décembre 2015, avec transfert de ses compétences à la commune nouvelle.
Jusqu'en 2014, La Chaussaire fait partie du canton de Montrevault et de l'arrondissement de Cholet. Ce canton de Montrevault comporte alors les onze même communes que l'intercommunalité. Dans le cadre de la réforme territoriale, un nouveau découpage territorial pour le département de Maine-et-Loire est défini par le décret du 26 février 2014. La commune est alors rattachée au canton de Beaupréau, avec une entrée en vigueur au renouvellement des assemblées départementales de 2015.

## Population et société

### Démographie

#### Évolution démographique
L'évolution du nombre d'habitants est connue à travers les recensements de la population effectués dans la commune depuis 1793. À partir du 1er janvier 2009, les populations légales des communes sont publiées annuellement dans le cadre d'un recensement qui repose désormais sur une collecte d'information annuelle, concernant successivement tous les territoires communaux au cours d'une période de cinq ans. 
Pour les communes de moins de 10 000 habitants, une enquête de recensement portant sur toute la population est réalisée tous les cinq ans, les populations légales des années intermédiaires étant quant à elles estimées par interpolation ou extrapolation. Pour la commune, le premier recensement exhaustif entrant dans le cadre du nouveau dispositif a été réalisé en 2004,.
En 2013, la commune comptait 803 habitants, en évolution de +7,21 % par rapport à 2008 (Maine-et-Loire : +3,3 %, France hors Mayotte : +2,49 %).
| 1793 | 1800 | 1806 | 1821 | 1831 | 1836 | 1841 | 1846 | 1851 |
| ---- | ---- | ---- | ---- | ---- | ---- | ---- | ---- | ---- |
| 818  | 903  | 811  | 897  | 892  | 934  | 920  | 904  | 867  |

| 1856 | 1861 | 1866  | 1872  | 1876  | 1881  | 1886  | 1891 | 1896 |
| ---- | ---- | ----- | ----- | ----- | ----- | ----- | ---- | ---- |
| 923  | 950  | 1 012 | 1 058 | 1 054 | 1 044 | 1 044 | 842  | 775  |

| 1901 | 1906 | 1911 | 1921 | 1926 | 1931 | 1936 | 1946 | 1954 |
| ---- | ---- | ---- | ---- | ---- | ---- | ---- | ---- | ---- |
| 720  | 692  | 688  | 603  | 599  | 564  | 570  | 583  | 605  |

| 1962 | 1968 | 1975 | 1982 | 1990 | 1999 | 2004 | 2009 | 2013 |
| ---- | ---- | ---- | ---- | ---- | ---- | ---- | ---- | ---- |
| 623  | 614  | 595  | 606  | 644  | 610  | 680  | 777  | 803  |

#### Pyramide des âges
La population de la commune est relativement jeune. Le taux de personnes d'un âge supérieur à 60 ans (19,6 %) est en effet inférieur au taux national (21,8 %) et au taux départemental (21,4 %).
Contrairement aux répartitions nationale et départementale, la population masculine de la commune est supérieure à la population féminine (51,7 % contre 48,7 % au niveau national et 48,9 % au niveau départemental).
La répartition de la population de la commune par tranches d'âge est, en 2008, la suivante :
- 51,7 % d’hommes (0 à 14 ans = 23,1 %, 15 à 29 ans = 16,2 %, 30 à 44 ans = 22,1 %, 45 à 59 ans = 18,9 %, plus de 60 ans = 19,6 %) ;
- 48,3 % de femmes (0 à 14 ans = 22,9 %, 15 à 29 ans = 14,9 %, 30 à 44 ans = 23,2 %, 45 à 59 ans = 19,5 %, plus de 60 ans = 19,5 %).

| Hommes | Classe d’âge | Femmes |
| ------ | ------------ | ------ |
| 0,0    | 90 ans ou +  | 0,5    |
| 6,2    | 75 à 89 ans  | 6,7    |
| 13,4   | 60 à 74 ans  | 12,3   |
| 18,9   | 45 à 59 ans  | 19,5   |
| 22,1   | 30 à 44 ans  | 23,2   |
| 16,2   | 15 à 29 ans  | 14,9   |
| 23,1   | 0 à 14 ans   | 22,9   |

| Hommes | Classe d’âge | Femmes |
| ------ | ------------ | ------ |
| 0,4    | 90 ans ou +  | 1,1    |
| 6,3    | 75 à 89 ans  | 9,5    |
| 12,1   | 60 à 74 ans  | 13,1   |
| 20,0   | 45 à 59 ans  | 19,4   |
| 20,3   | 30 à 44 ans  | 19,3   |
| 20,2   | 15 à 29 ans  | 18,9   |
| 20,7   | 0 à 14 ans   | 18,7   |

### Vie locale
En 1985, la commune a accueilli les championnats de France de cyclo-cross.

## Économie
Sur 66 établissements présents sur la commune à fin 2010, 39 % relevaient du secteur de l'agriculture (pour une moyenne de 17 % sur le département), 5 % du secteur de l'industrie, 20 % du secteur de la construction, 33 % de celui du commerce et des services et 3 % du secteur de l'administration et de la santé.

## Culture locale et patrimoine

### Lieux et monuments

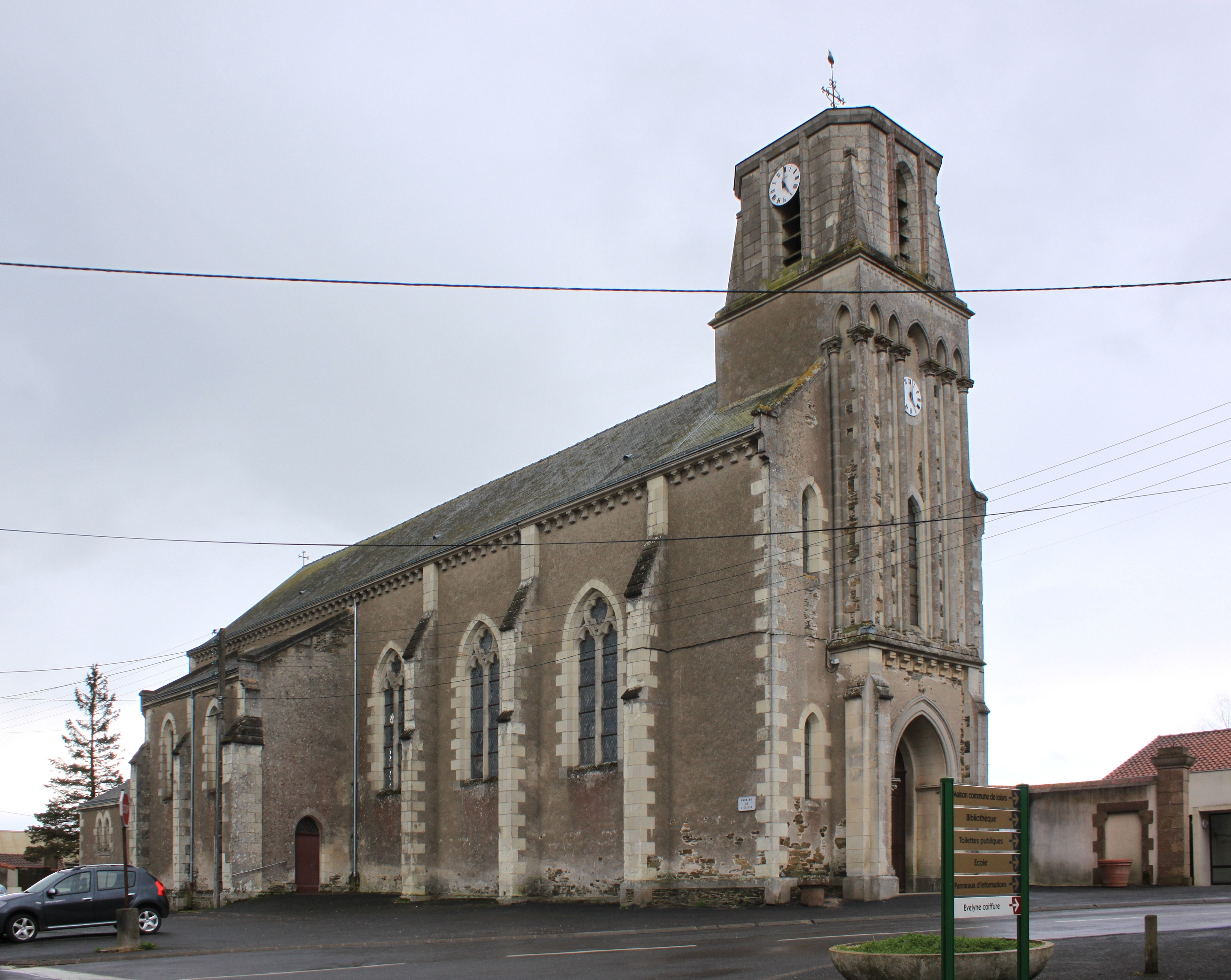
L'église de La Chaussaire.

L'église paroissiale Notre-Dame de l'Assomption..